# W44 (核弾頭)
W44はアメリカ合衆国が開発した核弾頭。アスロック対潜ミサイル用の弾頭であり、対潜水艦攻撃用の核爆雷として用いるものである。1961年から1989年までアメリカ海軍で配備に付けられていた。
ロスアラモス国立研究所で開発され、1961年から1968年にかけて575発が生産された。サイズは直径13.75インチ、長さ25.3インチであり、重量は170ポンド。爆雷のため、水圧信管を用いている。インプロージョン方式の核分裂弾頭であり、核出力は10ktであった。弾頭としてはB43核爆弾などと同じくツェツェ・プライマリーと同等のものが用いられていたと推測されている。